# Clathrina ascandroides
Clathrina ascandroides är en svampdjursart som beskrevs av Borojevic 1971. Clathrina ascandroides ingår i släktet Clathrina och familjen Clathrinidae. Inga underarter finns listade i Catalogue of Life.